# Cryptosporiopsis nigra
Cryptosporiopsis nigra är en svampart som beskrevs av Bubák & Kabát 1912. Cryptosporiopsis nigra ingår i släktet Cryptosporiopsis och familjen Dermateaceae.   Inga underarter finns listade i Catalogue of Life.